# تورشکی ورخ
تورشکی ورخ (اسلوونیایی: Turški Vrh) یک منطقهٔ مسکونی در اسلوونی است که در Lower Styria واقع شده‌است.

## خصوصیات
تورشکی ورخ ۴٫۲۱ کیلومترمربع مساحت و ۲۸۰ نفر جمعیت دارد و ۲۸۷٫۴ متر بالاتر از سطح دریا واقع شده‌است.